# Ryūtarō Matsumoto
Ryūtarō Matsumoto (jap. 松本隆太郎 Matsumoto Ryūtarō; ur. 16 stycznia 1986 w Chiyodzie) – japoński zapaśnik, brązowy medalista olimpijski, wicemistrz świata.
Największym jego sukcesem jest brązowy medal igrzysk olimpijskich w Londynie w kategorii 60 kg. W tej kategorii został również wicemistrzem świata w 2010. Zdobył dwa medale na igrzyskach azjatyckich.